# Miniperla
Miniperla is een geslacht van steenvliegen uit de familie borstelsteenvliegen (Perlidae). De wetenschappelijke naam van het geslacht is voor het eerst geldig gepubliceerd in 1967 door Kawai.

## Soorten
Miniperla omvat de volgende soorten:
- Miniperla japonica Kawai, 1967